# Newcastle (Australia)
Newcastle  también conocida comúnmente como Gran Newcastle, es la sexta ciudad más poblada de Australia y la segunda del estado de Nueva Gales del Sur. Incluye las ciudades de Newcastle y Lake Macquarie y es el centro de la región de Lower Hunter, que abarca la mayor parte de las ciudades de Newcastle, ciudad de Lago Macquarie, Maitland, Cessnock y Port Stephens Council.
Se encuentra situada a 160 km al norte de Sídney, en la desembocadura del río Hunter. Según el censo de 2021, el área de Newcastle, que incluye localidades cercanas, cuenta con una población de 348 539 habitantes.
Su puerto es el más importante de la costa este australiana y el mayor exportador de carbón en el mundo.
En Newcastle abundan las actividades de playa, principalmente surf, bodyboard y kitesurf. También es común ver gente volando en ala delta y parapente. Sus playas más importantes son Nobbys' Beach, Bar Beach, Newcastle Beach y Merewether Beach. En estas dos últimas también hay los llamados «Ocean Baths», que son piscinas de agua salada construidas en la rompiente del mar. Estas posibilitan nadar en el agua del océano con la tranquilidad de que no haya olas, por cierto muy fuertes en el lugar. También hay una playa para perros llamada Horseshoe Beach (Playa Herradura) sobre la margen sur de la desembocadura del río Hunter.
En 2008 se estrenó la película Newcastle, sobre el mundo del surf y del género coming-of-age.

## Historia
Newcastle y la parte baja de la región de Hunter estaban tradicionalmente ocupadas por los aborígenes awabakal y worimi, que llamaban a la zona Malubimba.
En septiembre de 1797, el teniente John Shortland se convirtió en el primer colono europeo que exploró la zona. Su descubrimiento de la zona fue en gran parte accidental, ya que había sido enviado en busca de unos convictos que habían apresado un barco de construcción local llamado Cumberland cuando navegaba desde la cala de Sídney. Mientras regresaba, el teniente Shortland se adentró en lo que más tarde describió como «un río muy bonito», que bautizó con el nombre del gobernador de Nueva Gales del Sur, John Hunter. Regresó con informes sobre el puerto de aguas profundas y el abundante carbón de la zona. En los dos años siguientes, el carbón extraído de la zona fue la primera exportación de la colonia de Nueva Gales del Sur.
Newcastle se ganó la reputación de «infierno», ya que era un lugar donde los convictos más peligrosos eran enviados a cavar en las minas de carbón como duro castigo por sus delitos.
Tras la expulsión de los últimos convictos en 1823, la ciudad quedó libre de la infame influencia de la ley penal. Comenzó a adquirir el aspecto de un típico asentamiento pionero australiano, y un flujo constante de colonos libres afluyó al interior.

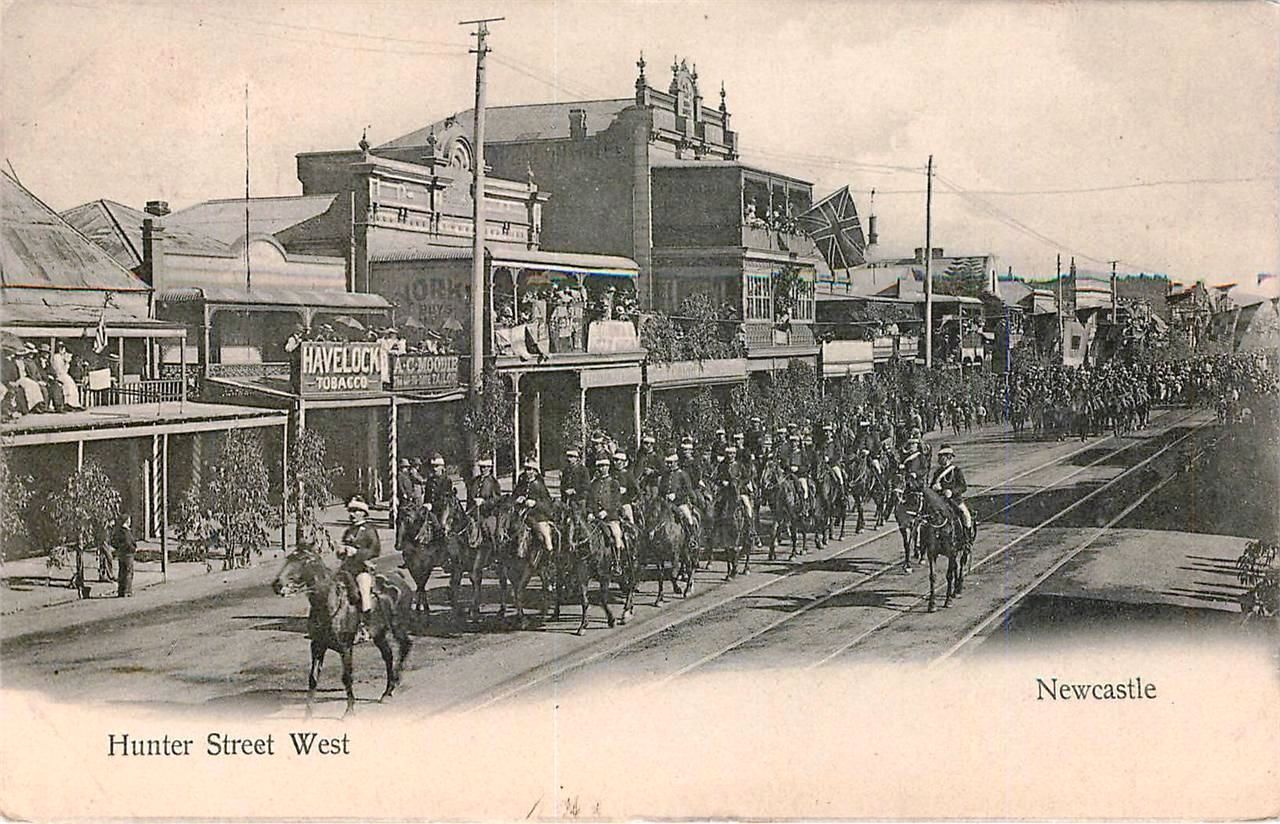
Desfile de soldados a caballo por Hunter Street, 1908.

Durante la Segunda Guerra Mundial, Newcastle fue un importante centro industrial para el esfuerzo bélico australiano. En 1942, los japoneses planeaban atacar el puerto de Sídney. En la madrugada del 8 de junio, el submarino japonés I-21 bombardeó brevemente Newcastle. Entre las zonas atacadas se encontraban los astilleros, la acería de Newcastle, Parnell Place en el East End de la ciudad, el rompeolas y los baños oceánicos art decó. El ataque no causó víctimas y los daños fueron mínimos.En las siguientes décadas, el puerto de Newcastle se desarrolló como el centro económico y comercial del valle del río Hunter, rico en recursos, y de gran parte del norte y noroeste de Nueva Gales del Sur.
En 1989, un terremoto asoló la ciudad, causando 13 muertos y numerosos daños materiales.

## Clima
Newcastle tiene un clima entre oceánico y subtropical húmedo como la mayoría de las ciudades de la costa central de Nueva Gales del Sur. Los veranos son generalmente calurosos y los inviernos suaves. La mayor cantidad de lluvias se registra a finales de otoño y principios del invierno.
| Parámetros climáticos promedio de Newcastle (Australia) | Parámetros climáticos promedio de Newcastle (Australia) | Parámetros climáticos promedio de Newcastle (Australia) | Parámetros climáticos promedio de Newcastle (Australia) | Parámetros climáticos promedio de Newcastle (Australia) | Parámetros climáticos promedio de Newcastle (Australia) | Parámetros climáticos promedio de Newcastle (Australia) | Parámetros climáticos promedio de Newcastle (Australia) | Parámetros climáticos promedio de Newcastle (Australia) | Parámetros climáticos promedio de Newcastle (Australia) | Parámetros climáticos promedio de Newcastle (Australia) | Parámetros climáticos promedio de Newcastle (Australia) | Parámetros climáticos promedio de Newcastle (Australia) | Parámetros climáticos promedio de Newcastle (Australia) |
| Mes                                                     | Ene.                                                    | Feb.                                                    | Mar.                                                    | Abr.                                                    | May.                                                    | Jun.                                                    | Jul.                                                    | Ago.                                                    | Sep.                                                    | Oct.                                                    | Nov.                                                    | Dic.                                                    | Anual                                                   |
| ------------------------------------------------------- | ------------------------------------------------------- | ------------------------------------------------------- | ------------------------------------------------------- | ------------------------------------------------------- | ------------------------------------------------------- | ------------------------------------------------------- | ------------------------------------------------------- | ------------------------------------------------------- | ------------------------------------------------------- | ------------------------------------------------------- | ------------------------------------------------------- | ------------------------------------------------------- | ------------------------------------------------------- |
| Temp. máx. abs. (°C)                                    | 42.5                                                    | 40.9                                                    | 39.0                                                    | 36.8                                                    | 28.5                                                    | 26.1                                                    | 26.3                                                    | 29.9                                                    | 34.4                                                    | 36.7                                                    | 41.0                                                    | 42.0                                                    | 42.5                                                    |
| Temp. máx. media (°C)                                   | 25.5                                                    | 25.4                                                    | 24.7                                                    | 22.8                                                    | 20.0                                                    | 17.5                                                    | 16.7                                                    | 18.0                                                    | 20.2                                                    | 22.1                                                    | 23.5                                                    | 24.9                                                    | 21.8                                                    |
| Temp. media (°C)                                        | 22.1                                                    | 22.2                                                    | 21.1                                                    | 19.6                                                    | 15.6                                                    | 14.5                                                    | 12.2                                                    | 15.5                                                    | 16.6                                                    | 18.7                                                    | 20.1                                                    | 21.5                                                    | 18.3                                                    |
| Temp. mín. media (°C)                                   | 19.2                                                    | 19.3                                                    | 18.2                                                    | 15.3                                                    | 12.0                                                    | 9.7                                                     | 8.4                                                     | 9.2                                                     | 11.4                                                    | 14.0                                                    | 16.1                                                    | 18.0                                                    | 14.2                                                    |
| Temp. mín. abs. (°C)                                    | 12.0                                                    | 10.3                                                    | 11.1                                                    | 7.4                                                     | 4.7                                                     | 3.0                                                     | 1.8                                                     | 3.3                                                     | 5.0                                                     | 6.5                                                     | 7.2                                                     | 11.0                                                    | 1.8                                                     |
| Precipitación total (mm)                                | 89.5                                                    | 108.0                                                   | 120.8                                                   | 116.6                                                   | 117.4                                                   | 117.4                                                   | 94.9                                                    | 74.8                                                    | 73.5                                                    | 73.3                                                    | 70.4                                                    | 81.5                                                    | 1139.5                                                  |
| Fuente: Bureau of Meteorology (30 de mayo de 2009)      |                                                         |                                                         |                                                         |                                                         |                                                         |                                                         |                                                         |                                                         |                                                         |                                                         |                                                         |                                                         |                                                         |

## Demografía
El área metropolitana de Newcastle es la segunda más poblada de Nueva Gales del Sur, por detrás de Sídney.
Según el censo de 2021, el área metropolitana de Newcastle tenía una población total de 348 539 habitantes.
Según el censo nacional de 2016, de los habitantes del área metropolitana de Newcastle, el 83,6 % había nacido en Australia. Los siguientes países de nacimiento más comunes fueron Inglaterra (2,3 %), Nueva Zelanda (1,0 %), China (0,7 %), India (0,5 %) y Filipinas (0,4 %). Los aborígenes e isleños del estrecho de Torres constituían el 3,8% de la población. El 88,2 % de la población hablaba únicamente inglés en casa. Otras lenguas habladas en casa son el mandarín (0,7 %), el macedonio (0,5 %), el italiano (0,4 %), el griego (0,3 %) y el cantonés (0,3 %). Las respuestas más comunes en cuanto a religión en Newcastle fueron «sin religión» (31,1 %), «católica» (21,7 %) y «anglicana» (19,2 %).

## Transporte

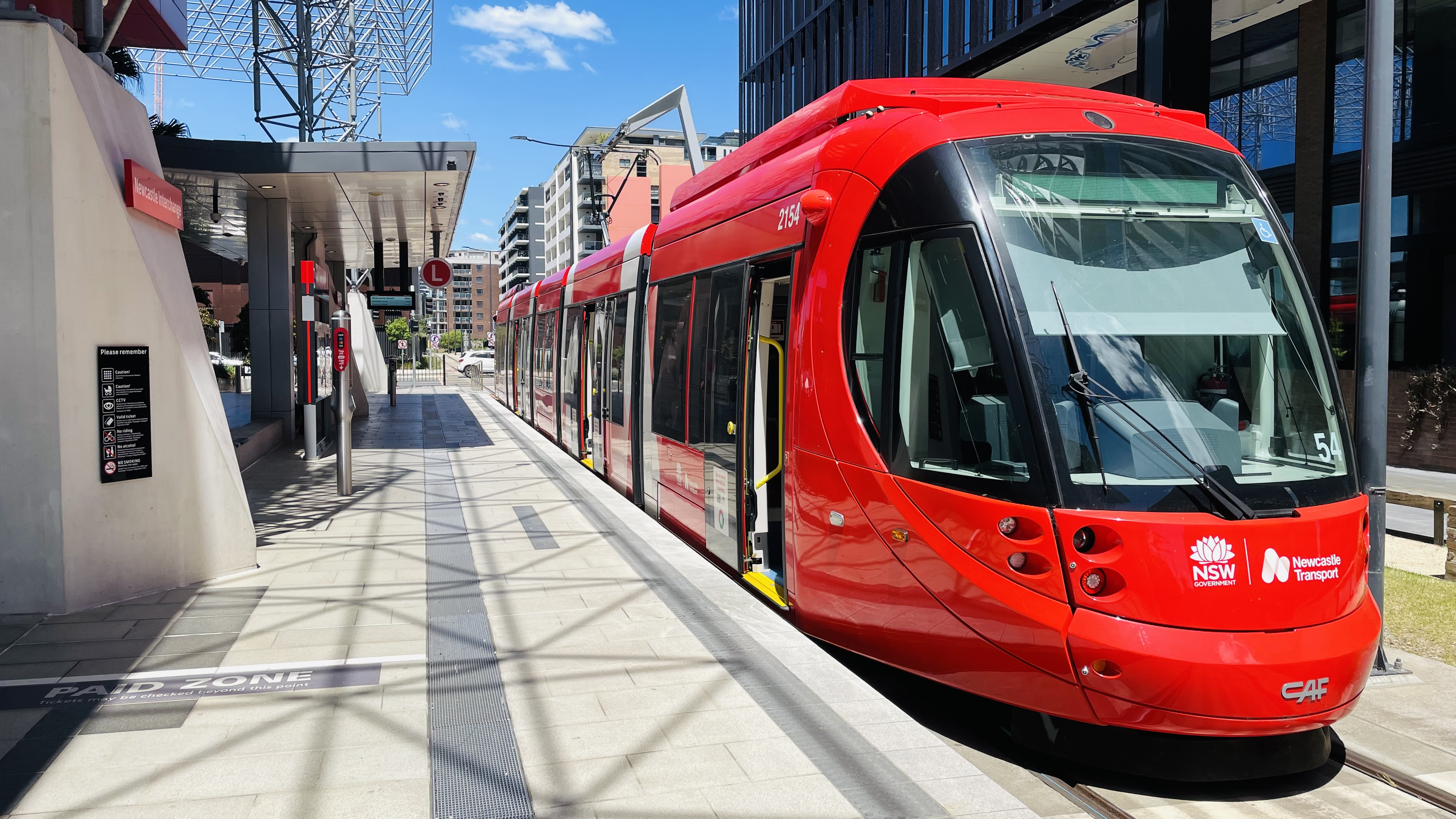
Tren de pasajeros parte de la red del Tren ligero de Newcastle, inaugurada en 2019.

Como la mayoría de las grandes ciudades, el área metropolitana de Newcastle dispone de un amplio sistema de enlaces por carretera y de servicios de transporte público por carretera (autobús, taxi, etc.) que cubren la mayor parte de las zonas de Newcastle y de Lake Macquarie y que se extienden más allá del área metropolitana propiamente dicha. El transporte ferroviario, sin embargo, sólo es accesible a un porcentaje relativamente pequeño de la población a lo largo de las principales rutas de transporte ferroviario y los servicios de transbordador están restringidos a quienes se desplazan entre Newcastle y Stockton. Dentro del área metropolitana, el coche sigue siendo el medio de transporte dominante. Newcastle, como todos los grandes centros urbanos australianos, tuvo un sistema de tranvías, pero se cerró en 1950. En febrero de 2019, los tranvías volvieron a la ciudad con la inauguración del Tren ligero de Newcastle.